# Harprich
Harprich és un municipi francès, situat al departament del Mosel·la i a la regió del Gran Est. L'any 2007 tenia 184 habitants.

## Demografia

### Població
El 2007 la població de fet de Harprich era de 184 persones. Hi havia 72 famílies, de les quals 15 eren unipersonals (4 homes vivint sols i 11 dones vivint soles), 32 parelles sense fills i 25 parelles amb fills.
La població ha evolucionat segons el següent gràfic:
Habitants censats

### Habitatges
El 2007 hi havia 113 habitatges, 75 eren l'habitatge principal de la família, 31 eren segones residències i 7 estaven desocupats. 78 eren cases i 5 eren apartaments. Dels 75 habitatges principals, 65 estaven ocupats pels seus propietaris, 10 estaven llogats i ocupats pels llogaters i 1 estava cedit a títol gratuït; 1 tenia dues cambres, 10 en tenien tres, 10 en tenien quatre i 55 en tenien cinc o més. 59 habitatges disposaven pel capbaix d'una plaça de pàrquing. A 36 habitatges hi havia un automòbil i a 37 n'hi havia dos o més.

### Piràmide de població
La piràmide de població per edats i sexe el 2009 era:
| Homes | Edats   | Dones |
| ----- | ------- | ----- |
| 0     | 95 o +  | 0     |
| 0     | 90 a 94 | 0     |
| 0     | 85 a 89 | 0     |
| 0     | 80 a 84 | 0     |
| 8     | 75 a 79 | 12    |
| 4     | 70 a 74 | 0     |
| 8     | 65 a 69 | 4     |
| 0     | 60 a 64 | 12    |
| 8     | 55 a 59 | 0     |
| 12    | 50 a 54 | 4     |
| 0     | 45 a 49 | 4     |
| 16    | 40 a 44 | 8     |
| 0     | 35 a 39 | 4     |
| 8     | 30 a 34 | 12    |
| 0     | 25 a 29 | 4     |
| 0     | 20 a 24 | 0     |
| 0     | 15 a 19 | 8     |
| 12    | 10 a 14 | 4     |
| 4     | 5 a 9   | 12    |
| 4     | 0 a 4   | 4     |

## Economia
El 2007 la població en edat de treballar era de 124 persones, 81 eren actives i 43 eren inactives. De les 81 persones actives 77 estaven ocupades (44 homes i 33 dones) i 4 estaven aturades (2 homes i 2 dones). De les 43 persones inactives 20 estaven jubilades, 12 estaven estudiant i 11 estaven classificades com a «altres inactius».

### Ingressos
El 2009 a Harprich hi havia 77 unitats fiscals que integraven 188,5 persones, la mediana anual d'ingressos fiscals per persona era de 17.211 €.

### Activitats econòmiques
Dels 6 establiments que hi havia el 2007, 1 era d'una empresa alimentària, 1 d'una empresa de fabricació d'altres productes industrials, 3 d'empreses de construcció i 1 d'una empresa classificada com a «altres activitats de serveis».
Dels 3 establiments de servei als particulars que hi havia el 2009, 2 eren fusteries i 1 saló de bellesa.
L'any 2000 a Harprich hi havia 6 explotacions agrícoles.

## Poblacions més properes
El següent diagrama mostra les poblacions més properes.